# Varissaari (ö i Mellersta Finland, Jyväskylä, lat 62,43, long 26,24)
Varissaari är en ö i Finland. Den ligger i sjön Kynsivesi och Leivonvesi och i kommunen Laukas i den ekonomiska regionen  Jyväskylä ekonomiska region  och landskapet Mellersta Finland, i den centrala delen av landet, 260 km norr om huvudstaden Helsingfors. Öns area är 1,5 hektar och dess största längd är 220 meter i nord-sydlig riktning.